# Јахја Џаме
Јахја А. Џ. Џ. Џаме (Yahya (Abdul-Aziz Jemus Junkung) Jammeh, рођен у Канилаију, 26. маја 1965) је бивши дугогогодишњи председник Републике Гамбије. Има чин пуковника.
На власт је дошао после пуча у јулу 1994, а први пут је постао председник септембра 1996. године.
Као председник Привременог владајућег савета оружаних снага (ПВСОС), основао је Савез за националну реорганизацију и обнову чији је председник.
Други пут је постао председник Гамбије у децембру 2001.
После 23 године на власти изгубио је изборе децембра 2016. освојивши 39,6% наспрам, Адама Бароуа који је освојио 43,3% о тиме постао нови председник Гамбије.